# D 31/32 (Köln–Berlin)
Der D 31/32 zwischen Köln und Berlin über Paderborn, Hameln, Hildesheim und Braunschweig war der erste deutsche D-Zug (offiziell Durchgangszug). Er wurde 1892 durch die Preußischen Staatseisenbahnen eingeführt und verkehrte bis zur kriegsbedingten Einstellung 1945 in weitgehend unveränderter Fahrplanlage. Nach 1945 wurde er durch ein Schnellzug-Paar zwischen Köln und Braunschweig in vergleichbarer Zeitlage ersetzt, das Kurswagen von bzw. nach Berlin führte. Dieses Zugpaar wurde nach 99 Jahren zum Fahrplanwechsel im Sommer 1991 durch die Deutsche Bundesbahn eingestellt.

## Einführung
In den ersten Jahren nach Einführung der Eisenbahn in Deutschland gab es zunächst kein differenziertes Zugangebot. In der Regel hielten die Personenzüge an allen Bahnhöfen, teilweise führten sie als gemischte Züge auch Güterwagen. Ab etwa 1850 führten die deutschen Eisenbahngesellschaften schrittweise schnellere Züge ein, die nicht an allen Unterwegsbahnhöfen hielten. Diese wurden zunächst als „Courierzug“ bezeichnet, ab 1889 einheitlich als „Schnellzug“. Der Wagenpark unterschied sich allerdings nicht von den herkömmlichen Personenzügen und bestand mit wenigen Ausnahmen in fast allen deutschen Bundesstaaten aus zwei- und dreiachsigen Abteilwagen, bei denen jedes Abteil nur über Außentüren erreichbar war. Ein Wechsel in die ab 1880 eingeführten Speisewagen war nur an Bahnhöfen möglich, ebenso erschwert war das Aufsuchen des Aborts.
Der mit den bisherigen Abteilwagen mögliche Reisekomfort reichte vor allem wohlhabenderen Fahrgästen nicht mehr aus. In anderen europäischen Ländern und durch die Compagnie Internationale des Wagons-Lits waren seit etwa 1880 zunehmend längere vierachsige Wagen mit Drehgestellen eingeführt worden, die damit besseren Fahrtkomfort boten. Auf Anregung von Edmund Heusinger von Waldegg führten die Preußischen Staatsbahnen schließlich einen neuen Wagentyp ein, den als „Durchgangswagen“ bezeichneten Abteilwagen mit Seitengang. Der namensgebende Durchgang zu den anderen Wagen im Zugverband wurde durch Faltenbälge geschützt. Mit dem Seitengang war im Unterschied zu den zuvor eingesetzten Abteilwagen während der Fahrt ein Wechsel des Abteils sowie der Gang zur Toilette oder zum Speisewagen problemlos möglich. 

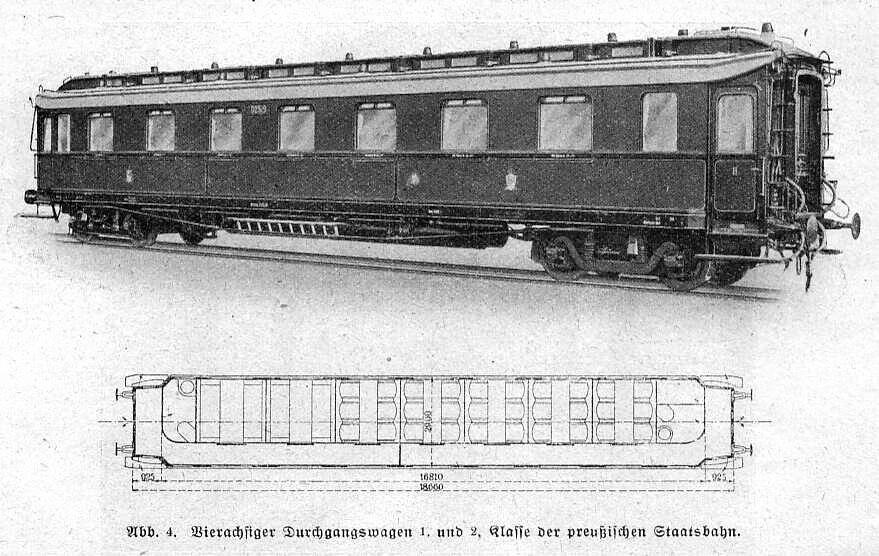
Preußischer Durchgangswagen um 1900

Der erste D-Zug wurde am 1. Mai 1892 eingeführt. Als erstes Zugpaar erhielt der seit dem Vorjahr verkehrende Schnellzug 31/32 zwischen Berlin Potsdamer Bahnhof und Köln Hauptbahnhof die neuen Durchgangswagen, in denen gegen eine Gebühr von einer Mark (entspricht heute etwa 8 EUR) Plätze reserviert werden konnten. Das Zugpaar verkehrte allerdings nicht auf der schnellsten Route zwischen Berlin und Köln über die Lehrter Bahn, Hannover und Minden, sondern über eine deutlich langsamere und teilweise noch eingleisige Strecken nutzende Route via Magdeburg, Braunschweig, Hildesheim, Hameln, Altenbeken, Paderborn und Soest. Warum nicht ein schnelleres Zugpaar über Hannover als erster D-Zug ausgewählt wurde, ist wahrscheinlich zum einen mit dem zwischen Hameln und Altenbeken liegenden Kurort Bad Pyrmont zu erklären, in dessen Bahnhof der D 31/32 hielt. Bad Pyrmont war damals als Kurbad von Weltruf Ziel vieler wohlhabender Kurgäste des Adels und reichen Bürgertums. Zum anderen war die Strecke über Hannover und Löhne bereits erheblich durch den vorhandenen Verkehr belastet, wogegen auf den vom D 31/32 genutzten Strecken noch Kapazitätsreserven bestanden. Die Fahrtzeit von knapp neun Stunden war daher durchaus konkurrenzfähig. Waren Schnellzüge bislang mit einem „S“ oder „Sz“ gekennzeichnet worden, so erhielt der S 31/32 wie auch die anderen aus den neuen Wagen gebildeten Züge ab 1893 das Kürzel „D“ und nur Wagen der 1. und 2. Klasse.

## Bis zum Zweiten Weltkrieg
Der D 31/32 bestand zunächst aus vier Wagen 1. und 2. Klasse sowie einem Post-/Gepäckwagen. Zur Gewichtsreduzierung wurde zunächst kein Speisewagen mitgeführt, dafür erhielt einer der Personenwagen ein kleines Küchenabteil. Dies erwies sich allerdings bald als unzureichend und der Zug wurde um einen Speisewagen ergänzt. Nachdem einige der später eingeführten D-Züge recht bald Wagen auch der 3. Klasse erhielten, bekam der D 31/32 im Jahr 1900 als erster D-Zug zwischen Köln und Berlin ebenfalls Wagen 3. Klasse. 

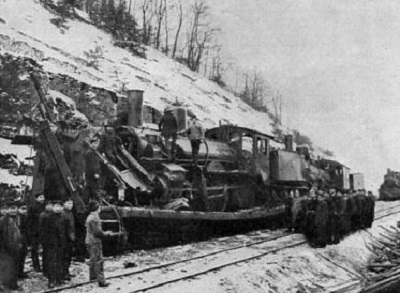
Zeitgenössische Postkarte vom Unfall des D 31 am 20. Dezember 1901

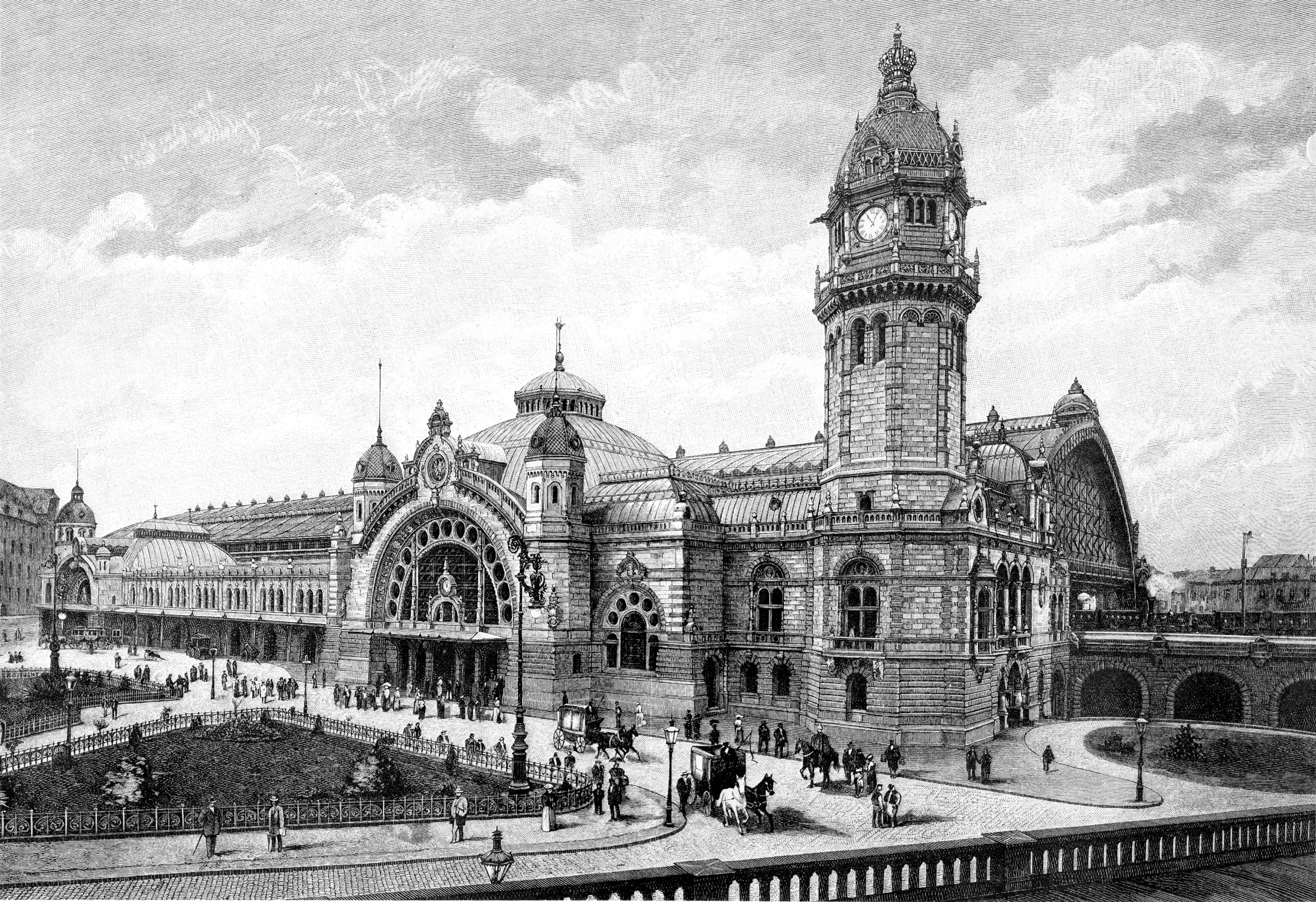
Der Kölner Hauptbahnhof um 1895

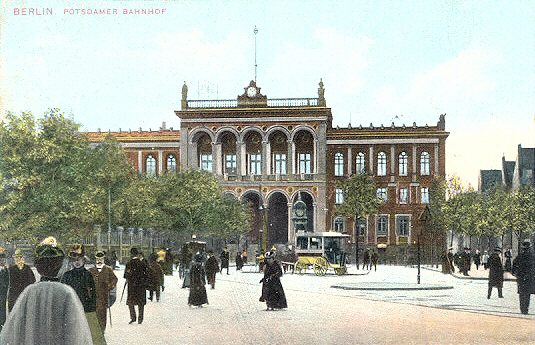
Berlin Potsdamer Bahnhof um 1900

Der schwerste Unfall traf den D 31 am 20. Dezember 1901. Kurz vor dem Bahnhof Altenbeken fuhr der nachfolgende Personenzug auf den D 31, der aufgrund eines überfahrenen Pferdes zum Halten gekommen war. Der Eisenbahnunfall von Altenbeken forderte 12 Todesopfer und 27 Verletzte.
Ab 1904 erhielt der D 31/32 einen Kurswagen von und nach Paris. 1914 hatte der D 31/32 folgenden Fahrplan:
| D 31  | Bahnhof             | D 32  |
| ----- | ------------------- | ----- |
| 08:42 | Cöln Hbf            | 22:26 |
| 09:31 | Elberfeld Hbf       | 21:42 |
| 09:39 | Barmen Hbf          | 21:33 |
| 10:08 | Hagen (Westf)       | 21:07 |
| 10:37 | Unna                | -     |
| 11:03 | Soest               | 20:07 |
| 11:22 | Lippstadt           | 19:47 |
| 11:53 | Paderborn Hbf       | 19:21 |
| 12:17 | Altenbeken          | 19:01 |
| 12:56 | Bad Pyrmont         | 18:18 |
| 13:17 | Hameln              | 17:59 |
| 14:06 | Hildesheim Hbf      | 17:11 |
| 14:51 | Braunschweig Hbf    | 16:28 |
| 16:05 | Magdeburg Hbf       | 14:59 |
| 17:07 | Brandenburg Stsbf   | 13:53 |
| 17:38 | Potsdam Hbf         | 13:24 |
| 18:01 | Berlin Potsdamer Bf | 13:00 |

Im letzten Vorkriegsfahrplan für den Sommer 1939 hatten sich die Reisezeiten bei weitgehend unveränderter Fahrtlage gegenüber 1914 um knapp eine Stunde reduziert. Der D 31 fuhr in Köln um 8:32 Uhr ab, um in Berlin Potsdamer Bahnhof um 17:02 Uhr anzukommen. In der Gegenrichtung verließ er Berlin um 13:50 Uhr und erreichte den Kölner Hauptbahnhof um 22:20 Uhr. Der D 31/32 blieb bis Ende des Zweiten Weltkriegs im Fahrplan, als die Deutsche Reichsbahn am 23. Januar 1945 angesichts der Kriegslage ihren restlichen Fernverkehr einstellte.

## Nachkriegszeit
Die Aufteilung Deutschlands in Besatzungszonen verhinderte nach 1945 die unveränderte Wiederaufnahme des Zuglaufs. Ende der 1940er Jahre führte die nunmehrige Deutsche Bundesbahn dennoch den D 31/32 wieder ein, allerdings verkürzt auf den westdeutschen Streckenteil zwischen Köln und Braunschweig. Nach Ende der Berlin-Blockade nahm die Bahn den Zugverkehr zwischen der nunmehrigen Bundesrepublik und Berlin wieder auf. Der D 31/32 wurde zwar nicht wieder bis Berlin verlängert, das Zugpaar erhielt allerdings Kurswagen nach bzw. von Berlin. Dagegen mussten die Reisenden auf einen Speisewagen verzichten, der durch eine Minibar ersetzt wurde. 1969 führte die Bundesbahn neue Zugnummern ein, die traditionelle Bezeichnung D 31/32 wurde durch die Zugnummern D 640/641 ersetzt. Mit Einführung des Intercity '79-Konzepts erhielt das Zugpaar die neuen Nummern D 840/841, zehn Jahre später wurden die Nummern ein letztes Mal auf D 2740/2741 geändert. Der Zuglauf zwischen Köln und Braunschweig über Paderborn und Bad Pyrmont blieb dagegen über den gesamten Zeitraum unverändert, ebenso behielt der Zug seine Berliner Kurswagen. Im Winterfahrplan 1990/91 verließ der Zug Köln Hbf um 10:56 Uhr und erreichte Braunschweig um 15:27 Uhr. Der Bahnhof Berlin Friedrichstraße wurde per Kurswagen um 19:03 Uhr erreicht. 
Erst mit der grundlegenden Umstellung des Fernverkehrsnetzes aufgrund der Inbetriebnahme der Schnellfahrstrecken und der ICE-Einführung und der Auswirkungen der Deutschen Wiedervereinigung stellte die Bundesbahn mit dem Wechsel zum Sommerfahrplan 1991 das zu diesem Zeitpunkt älteste Fernzugpaar Deutschlands am 2. Juni 1991 ein. Zwischen Altenbeken und Hildesheim wird seither kein Fernverkehr mehr angeboten.

## Fahrzeugeinsatz

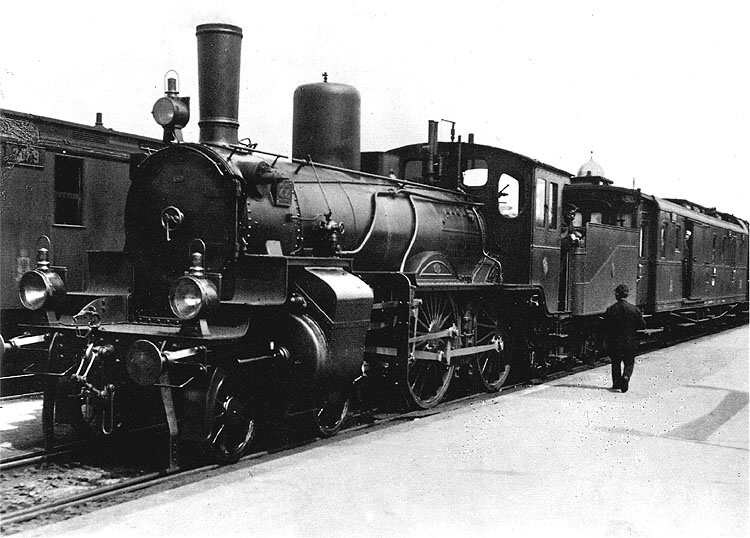
Preußische S 3 um 1895 in Berlin

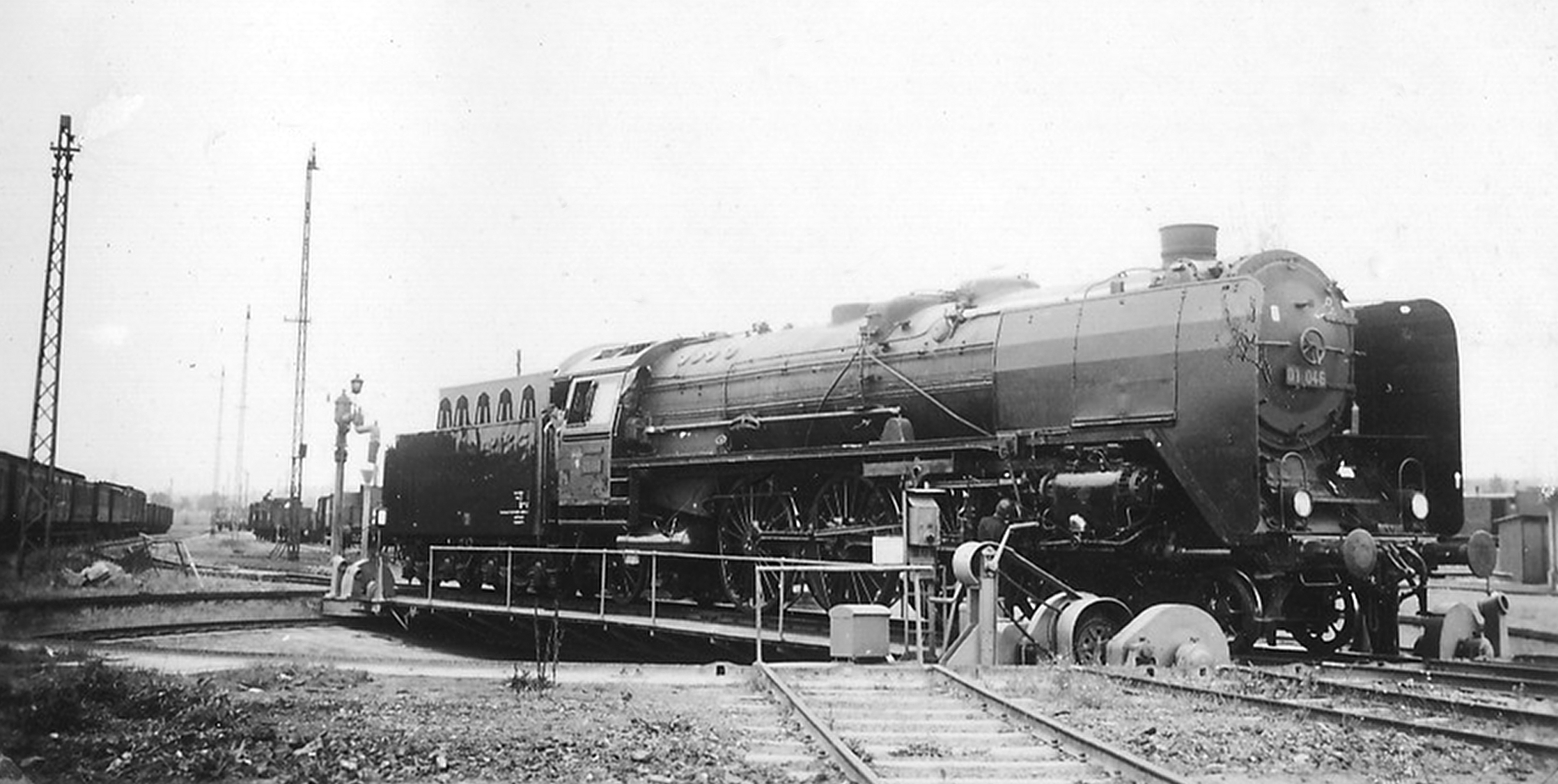
DR-Baureihe 01 um 1938

Die Preußischen Staatsbahnen bespannten den Zug zunächst mit ihren Standard-Schnellzuglokomotiven der Bauarten S 2 und S 3. Nach Einführung ihrer letzten Schnellzuglokomotiven vom Typ S 10 kam diese bald vor dem D 31/32 zum Einsatz. Bekannt ist die Bespannung dann erst wieder zu Kriegszeiten, 1943 setzte die Reichsbahn die Baureihe 01 vor dem zu dieser Zeit mit 550 Tonnen Zuggewicht recht schweren Zugpaar ein. Zuletzt wurde der Zug zwischen Köln und Hameln von Lokomotiven der Baureihe E 10 bespannt. Aufgrund der nicht elektrifizierten Strecke zwischen Hameln und Elze bespannten Diesellokomotiven der Baureihe 218 den Zug zwischen Hameln und Braunschweig.